# (1149) Volga
(1149) Volga est un astéroïde de la ceinture principale, découvert par Evgenii Fedorovich Skvortsov le 1er août 1929. Sa désignation temporaire est 1929 PF.

## Découverte et nommage
Il a été découvert par Evgenii Fedorovich Skvortsov le 1er août 1929.
Il a été nommé d'après le fleuve Volga.

## Sources

## Compléments